# Jack Debreczeni
Pour les articles homonymes, voir Debreczeni.

a Compétitions nationales et continentales officielles uniquement.

Dernière mise à jour le 5 décembre 2024.
Jack Debreczeni, né le 6 juin 1993 à Ōtāhuhu (Nouvelle-Zélande), est un joueur de rugby à XV australien évoluant aux postes de demi d'ouverture ou arrière. Il évolue avec la franchise australienne des Brumbies en Super Rugby depuis 2023. Il mesure 1,92 m pour 100 kg.

## Biographie
Jack Debreczeni est né à Ōtāhuhu, dans la banlieue d'Auckland en Nouvelle-Zélande. Son père est australien, né au Chili et d'origine hongroise, et sa mère est néo-zélandaise d'origine cookienne. Son père Michael est un ancien joueur de rugby ayant évolué à West Harbour, et qui est devenu par la suite un entraîneur de ce club.

## Carrière

### En club
Jack Debreczeni commence sa carrière professionnelle en 2013 avec West Harbour en Shute Shield (championnat de la région de Sydney). Il fait une bonne première saison, en jouant 16 matchs, et marquant 129 points. Grâce à la puissance de son jeu au pied et son physique, il est alors convoité par le club de football australien d'Essendon évoluant en AFL, mais il repousse l'offre, préférant se consacrer au rugby à XV,.
Il est alors repéré par la franchise des Melbourne Rebels évoluant en Super Rugby, qui le sélectionne dans leur groupe d'entrainement élargi pour la saison 2014. Il fait ses premiers pas en fin de saison, faisant ses débuts en tant que remplaçant le 23 mai 2014 contre les Waratahs. Il connait sa première titularisation un mois plus tard, au poste d'arrière, contre les Queensland Reds. Grâce à ses performances encourageantes, il est prolongé pour trois saisons supplémentaires.
À partir de 2014, il joue également dans le nouveau championnat provincial australien, le National Rugby Championship, avec l'équipe des Melbourne Rising.
Lors des saisons 2015 et 2016 de Super Rugby, il s'impose comme le titulaire au poste de demi d'ouverture avec les Rebels. Cependant, en 2017, il ne joue 8 matchs (dont 5 au poste d'arrière) en raison de la concurrence de Reece Hodge et de Jackson Garden-Bachop (en),.
En raison de ce manque de temps de jeu, il décide dans la foulée de rejoindre le club japonais des Honda Heat, évoluant en Top Challenge League. Lors de son unique saison passée au club, il remporte le championnat et permet à son club de remonter en Top League. Il est ensuite courtisé par les clubs français d'Agen et Perpignan, mais décide finalement de rentrer en Australie,.
En 2018, il fait son retour avec les Rebels, où il retrouve la place de titulaire à l'ouverture qu'il avait perdu en 2017,.
En 2018 toujours, il décide de jouer une saison en Nouvelle-Zélande, avec la province de Northland lors de la Mitre 10 Cup,. Après une bonne saison avec Northland (100 points marqués en 11 matchs), il est retenu par la franchise néo-zélandaise des Chiefs pour disputer la saison 2019 de Super Rugby,. Avec cette équipe, il dispute sept rencontres et inscrit quarante-deux points. Il ne parvient pas à s'imposer comme un titulaire indiscutable à l'ouverture, à cause de la concurrence des frères Damian et Marty McKenzie (en), et quitte l'équipe au bout d'une saison.
Il retourne jouer au Japon en 2020, en rejoignant les Hino Red Dolphins qui viennent d'être promus en Top League. Il dispute cinq matchs avec son club, tous comme titulaire.
En juillet 2020, il fait un bref retour en Australie avec son ancien club de West Harbour, entre deux saisons de Top League.
Après une saison 2021 où il a peu joué avec les Red Dolphins (deux matchs), il retourne jouer en Nouvelle-Zélande avec la province de Canterbury en NPC,. Il joue quatre matchs lors de la saison.
En 2022, après une nouvelle saison avec peu de temps de jeu aux Red Dolphins, il n'est pas conservé et quitte le club. Il retourne ensuite jouer une fois de plus avec West Harbour en Shute Shield.

### En équipe nationale
Jack Debreczeni a évolué avec la sélection scolaire australienne (en) en 2011,.

## Palmarès

### En club
- Vainqueur de la Top Challenge League en 2017 avec les Honda Heat.

### En équipe nationale
Néant